# Острый Камень (Днепропетровская область)
Острый Камень (укр. Гострий Камінь) — село,
Раздоровский поселковый совет,
Синельниковский район,
Днепропетровская область,
Украина.
Код КОАТУУ — 1224855601. Население по переписи 2001 года составляло 12 человек.

## Географическое положение
Село Острый Камень находится на правом берегу реки Нижняя Терса,
выше по течению на расстоянии в 1 км расположено село Ясное,
ниже по течению на расстоянии в 2,5 км расположен пгт Раздоры.